# Whitfieldia lateritia
Whitfieldia lateritia är en akantusväxtart som beskrevs av William Jackson Hooker. Whitfieldia lateritia ingår i släktet Whitfieldia och familjen akantusväxter. Inga underarter finns listade i Catalogue of Life.